# Гангніхессу
Гангніхессу — перший з «дванадцяти королів Дагомеї», африканського королівства, яке було розташовано на території сучасного Беніну. Згідно з переказами, Гангніхессу походив з династії, яка в XVI столітті прийшла з місцевості Тадо на річці Моро (місця розташованого на території сучасної країни Того), в Алладу, щоб стати королями Великої Ардри. Він був один з чотирьох братів. Один з них став королем Великий Ардри і після його смерті територія була розділена між трьома братами. Таким чином окрім Великої Ардри і Малою Ардри з'явилася Дагомея. 
Вважається, що Гангніхессу став королем в 1620 році і був повалений його братом Дакодону під час його подорожі по королівству.